# Bucephalina
Bucephalina är ett släkte av tvåvingar. Bucephalina ingår i familjen kolvflugor.
Kladogram enligt Catalogue of Life:
| Bucephalina | \| \| Bucephalina amans \| \| \| \| \| \| Bucephalina megacephala \| \| \| \| \| \| Bucephalina setipes \| \| \| \| |
|             | \| \| Bucephalina amans \| \| \| \| \| \| Bucephalina megacephala \| \| \| \| \| \| Bucephalina setipes \| \| \| \| |
|             | Bucephalina amans                                                                                                   |
|             | |
|             | Bucephalina megacephala                                                                                             |
|             | |
|             | Bucephalina setipes                                                                                                 |
|             | |